# Smrt a státní pohřeb Richarda Nixona
Dne 22. dubna 1994 zemřel ve věku 81 let Richard Nixon, 37. prezident Spojených států, který čtyři dny předtím prodělal těžkou mozkovou příhodu.
Jeho státní pohřeb následoval o pět dní později v Prezidentské knihovně a muzeu Richarda Nixona v jeho rodném městě Yorba Linda v Kalifornii. Posledním prezidentem, který zemřel před Nixonem, byl Lyndon B. Johnson v roce 1973, tedy před 21 lety.
Nixonova manželka Pat zemřela 22. června 1993. O necelých deset měsíců později, 18. dubna 1994, utrpěl Nixon ve svém domě v Park Ridge ve státě New Jersey cévní mozkovou příhodu a byl převezen do Presbyteriánské nemocnice v New Yorku. Po počáteční příznivé prognóze upadl Nixon do hlubokého kómatu a o čtyři dny později ve věku 81 let zemřel. Jeho tělo bylo převezeno na leteckou stanici námořní pěchoty El Toro v Orange County v Kalifornii letounem SAM 27000, prezidentským letadlem používaným jako Air Force One v době, kdy byl Nixon ve funkci. Veřejný smuteční obřad se konal 27. dubna za účasti světových hodnostářů z 85 zemí a všech pěti žijících prezidentů Spojených států, což bylo poprvé, kdy se pět amerických prezidentů zúčastnilo pohřbu jiného prezidenta.
Nixonův státní pohřeb je mezi nedávnými prezidentskými státními pohřby výjimečný tím, že v souladu s jeho vlastním přáním se žádný z prvků státního obřadu neodehrál v hlavním městě země.

## Smrt a ohlas

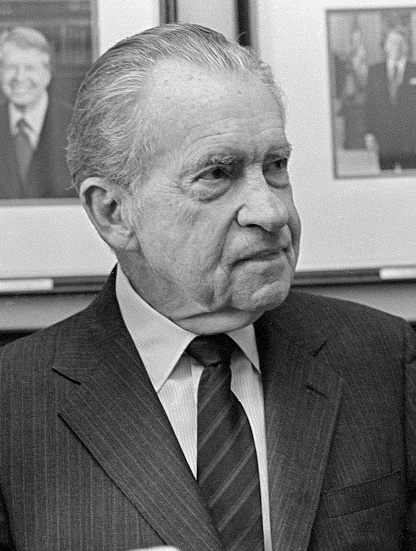
Richard Nixon v roce 1992, dva roky před svou smrtí

V pondělí 18. dubna 1994 v 17:45 východního času utrpěl Nixon ve svém domě v Park Ridge ve státě New Jersey při přípravě večeře závažnou mozkovou příhodu. Byla mu přivolána záchranná služba a byl převezen do Presbyteriánské nemocnice v New Yorku. Byl při vědomí, ale nebyl schopen mluvit a měl zhoršené vidění. Bylo zjištěno, že se mu v levé síni (horní části srdce) vytvořila krevní sraženina, která se následkem srdeční choroby utrhla a putovala do mozku. Následující den byl jeho stav označen za stabilizovaný, neboť byl při vědomí, ale nebyl schopen mluvit ani hýbat pravou rukou a nohou. Nixonova prognóza byla nadějná a byl přemístěn z jednotky intenzivní péče do soukromého pokoje. Jeho stav se však v noci na úterý zhoršil, což zkomplikovaly příznaky otoku mozku. Nixonova závěť stanovila, že nemá být připojen na přístroje k udržení svého života. Ve čtvrtek 21. dubna Nixon upadl do hlubokého kómatu. Následující noc, 22. dubna 1994 ve 21:08 hodin zemřel. Bylo mu 81 let. Po jeho boku stály dcery Tricia a Julie. O jeho pohřeb se, stejně jako v případě jeho zesnulé manželky, postaral pohřební ústav Vander Plaat ve Wyckoffu ve státě New Jersey.
Americký prezident Bill Clinton oznámil Nixonovu smrt v zahradě Bílého domu a o pět dní později vyhlásil celostátní den smutku. Clinton prohlásil, že Nixon byl „státník, který se snažil vybudovat trvalou mírovou strukturu“, a ocenil jeho „touhu něco tomuto světu vrátit.“ Též uvedl, že je prezidentu Nixonovi „hluboce vděčný za jeho moudré rady.“ Pocty mu vzdali také bývalí prezidenti Gerald Ford, Jimmy Carter, Ronald Reagan a George H. W. Bush, bývalý ministr zahraničí Henry Kissinger, bývalý senátor za Jižní Dakotu George McGovern (který kandidoval proti Nixonovi ve volbách v roce 1972), bývalý senátor Howard Baker, senátor Bob Dole, senátor John McCain a senátor Ted Kennedy.

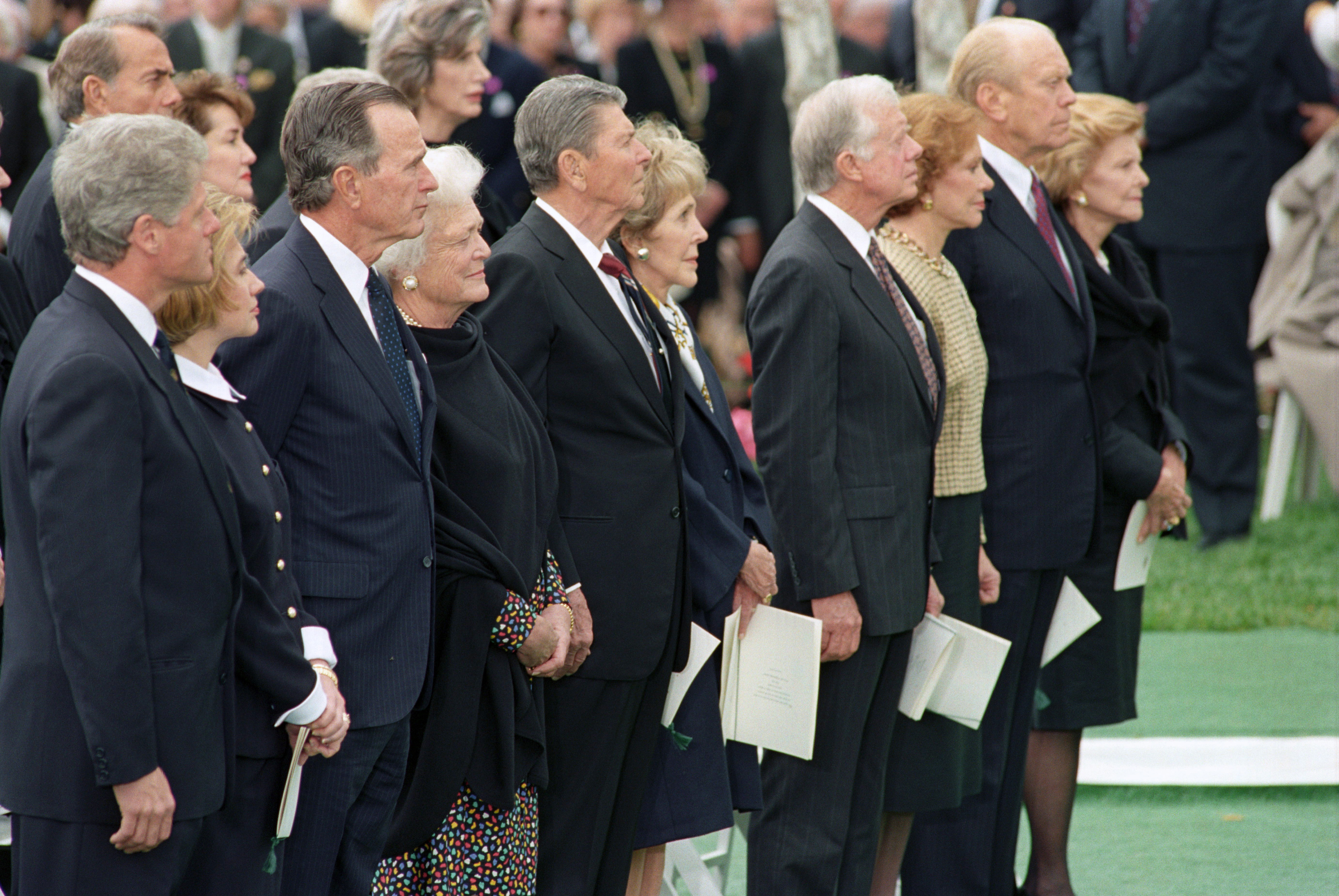
Bývalí prezidenti Spojených států a první dámy na pohřbu Richarda Nixona (zleva: Clinton, Bush, Reagan, Carter, Ford)

## Události v Kalifornii

### Doprava do Nixonovy knihovny
Po zprávě o Nixonově úmrtí byly v prezidentské knihovně Richarda Nixona v Yorba Lindě v Kalifornii, v místě jeho rodiště, uspořádány tryzny. Dne 26. dubna byla rakev umístěna do letounu VC-137C SAM 27000, který patřil do prezidentské flotily a byl používán jako Air Force One v době, kdy byl Nixon ve funkci, a převezena na leteckou stanici námořní pěchoty El Toro v Orange County v Kalifornii.
Nixonovo tělo, nesené osmi vojenskými nosiči zastupujícími všechny složky armády Spojených států, bylo umístěno ve vestibulu knihovny a zde bylo vystaveno od úterý 26. dubna odpoledne do středy 27. dubna odpoledne. Navzdory silnému dešti čekalo podle odhadů policie zhruba 50 000 lidí ve frontách až 18 hodin, aby mohli projít kolem rakve a vzdát jí úctu.

### Obřad
Pohřební obřad se konal ve středu 27. dubna v areálu Nixonovy knihovny. Obřadu se zúčastnilo více než 4 000 lidí, včetně rodinných příslušníků, prezidenta Billa Clintona a jeho manželky Hillary, bývalých prezidentů a prvních dam George a Barbary Bushových, Ronalda a Nancy Reaganových, Jimmyho a Rosalynn Carterových a Geralda a Betty Fordových. Spolu s bývalým viceprezidentem Danem Quaylem se obřadu zúčastnil také bývalý viceprezident Spiro Agnew, který s Nixonem sloužil po většinu jeho prezidentského období. Bývalé první dámy Jacqueline Kennedyová Onassisová a Lady Bird Johnsonová se kvůli nemoci nezúčastnily (Onassisová zemřela o tři týdny později na Non-Hodgkinův lymfom). Přítomna byla více než stočlenná delegace Kongresu a více než dvousetčlenný zahraniční diplomatický sbor. Mezi dalšími členy Nixonovy administrativy, kteří se zúčastnili, byli Elliot Richardson, James R. Schlesinger, William P. Rogers, James Thomas Lynn, George W. Romney, Alexander Haig, Herbert Stein a Daniel Patrick Moynihan.
Mezi zahraničními hosty byli:
- Organizace spojených národů: Generální tajemník OSN Butrus Butrus-Ghali
- Čína: Vicepremiér Cou Ťia-chua
- Rusko: Místopředseda vlády Alexander Šochin
- Kanada: Ministr zahraničních věcí Lloyd Axworthy
- Spojené království: bývalý předseda vlády Edward Heath
- Francie: bývalý ministr zahraničních věcí Jean-Bernard Raimond
- Japonsko: bývalý předseda vlády Tošiki Kaifu
- Izrael: bývalý prezident Chajim Herzog

Obřad sloužil reverend Billy Graham, přítel Richarda Nixona, který ho označil za „jednoho z nejnepochopenějších mužů a myslím, že to byl jeden z největších mužů století.“ Smuteční projevy pronesli Graham, Henry Kissinger, senátor Bob Dole, kalifornský guvernér Pete Wilson a prezident Clinton. Dole se na konci svého projevu neubránil slzám.
Po obřadu byl Nixon pohřben vedle své manželky, která zemřela 22. června 1993. Jsou pohřbeni jen pár kroků od jeho rodného domu.
Jeho pohřeb byl také posledním významným veřejným vystoupením bývalého prezidenta Ronalda Reagana, jehož Alzheimerova choroba byla oznámena později v listopadu téhož roku. Právě on se dne 5. června 2004 stal dalším bývalým prezidentem, který zemřel.